# فرانك اندروز
فرانك اندروز هو سياسي كندي، ولد في 7 يناير 1854، وتوفي في 11 نوفمبر 1924. انتخب عضو مجلس نواب نوفا سكوتيا.